# Artabotrys pierreanus
Artabotrys pierreanus Engl. & Diels – gatunek rośliny z rodziny flaszowcowatych (Annonaceae Juss.). Występuje naturalnie w Gwinei Równikowej, Gabonie oraz Kongo. 

## Morfologia
PokrójZimozielone i zdrewniałe liany. Młode pędy są owłosione.
LiścieMają kształt od eliptycznego do podłużnie lancetowatego. Mierzą 10–25 cm długości oraz 4–11 cm szerokości. Są skórzaste, lekko owłosione od spodu. Nasada liścia jest zaokrąglona. Wierzchołek jest spiczasty. Ogonek liściowy jest owłosiony i dorasta do 1–3 mm długości.
KwiatyZebrane w kwiatostany. Rozwijają się w kątach pędów. Mają purpurowofioletową lub brązową barwę. Działki kielicha mają lancetowaty kształt i dorastają do 14–15 mm długości, są owłosione. Płatki zewnętrzne mają lancetowaty kształt i osiągają do 10–15 mm długości, natomiast wewnętrzne są bardziej wąskie. Kwiaty mają podłużne słupki o długości 3–4 mm.
OwoceTworzą owoc zbiorowy. Mają odwrotnie jajowaty kształt. Osiągają 20–27 mm długości. Mają czerwoną barwę.

## Biologia i ekologia
Rośnie w wilgotnych lasach.